# Monique Goyens
Monique Goyens (* 1959 in Eupen, nach anderen Quellen: Verviers, Belgien) ist eine belgische Juristin. Seit 2007 ist sie Direktorin des Europäischen Verbraucherverbands (BEUC) in Brüssel, dessen Mitglieder Verbände aus 31 europäischen Ländern sind. 2016 wählte die Zeitschrift Politico sie unter den 30 einflussreichsten Frauen in den Institutionen und Organisationen der EU auf Platz 9.

## Leben
Monique Goyens ist die Tochter eines Offiziers. Sie studierte Jura an der Université catholique de Louvain (UCL), die sie 1982 mit dem Abschluss Lizentiat der Rechtswissenschaften abschloss. Im Anschluss war sie als wissenschaftliche Mitarbeiterin beim Zentrum für Verbraucherrecht an der UCL tätig. Erstmals zum Europäischen Verbraucherverband kam sie 1989 als Senior-Beraterin, wechselte aus familiären Gründen 1994 jedoch als Projektleiterin wieder zurück zur UCL. Seit 1997 war sie Generalsekretärin der Commission Universitaire pour le Développement in Brüssel, eine Initiative des belgischen Ministeriums für Entwicklung und des Außenministeriums zur Kooperation mit Universitäten in frankophonen Entwicklungsländern. Die Aufgabe als Direktorin des BEUC übernahm sie 2007.
Goyens ist Mutter von drei Kindern.

## Positionen
Goyens äußert sich regelmäßig für BEUC zu zahlreichen verbraucherrelevanten Themen in der EU. Im Verlauf der Eurokrise forderte sie 2011 mehr Rücksicht auf Verbraucherrechte im Finanzsektor und machte fehlenden Verbraucherschutz für die Immobilienblase mitverantwortlich. Im Rahmen der Verhandlungen des Transatlantischen Freihandelsabkommens (TTIP) kritisierte sie deren mangelnde Transparenz, die zu Verschwörungstheorien führe, und sprach sich gegen die vorgesehen außergerichtlichen Schiedsgerichte aus. 2018 kritisierte sie das Ergebnis der Urheberrechtsreform, mit dem es wieder einmal versäumt worden sei, das Urheberrecht ins 21. Jahrhundert zu bringen. 2019 sprach sie sich für die Lebensmittelkennzeichnung Nutri-Score aus und begrüßte das Urteil des Europäischen Gerichtshofes zu Facebook-„Like“-Button auf Websites Dritter.